# Müslüm Doğan
Müslüm Doğan, né le 15 octobre 1959, est un homme politique turc,.